# Juan Zonaras
Juan Zonaras (griego: Ἰωάννης Ζωναράς, Yoánnes Zonarás) fue un historiador, canonista y jurista bizantino del siglo XII.

## Vida y obra
Sobre la vida de Juan Zonaras solo se sabe lo que cuentan sus propias obras. Debido a que menciona la segunda boda del emperador Manuel I Comneno, que tuvo lugar el 25 de diciembre de 1161, solo pudo ser jefe de la cancillería imperial bajo los emperadores Juan II Comneno (1118-1143) o Manuel I (1143-1180). Zonaras era en el siglo XII uno de los jueces más importantes del imperio. 
La obra principal de Zonaras es el Epitomé historion (Ἐπιτομὴ ἱστοριῶν), en la que cuenta la historia del mundo desde su creación hasta 1118. La obra surgió tras un exilio como monje en un convento en la isla de Hagia Glykeria, posiblemente provocado por la entronización de Juan II Comenos. En la introducción a su historia del mundo justifica que esté escribiendo como monje: por una parte menciona peticiones de amigos y por otra, que el trabajo literario lo distrae de las tentaciones terrenales. La intención de Zonaras era resumir la historia en forma de manual (Epítome), concentrándose en los hechos, por lo que, al contrario de otros contemporáneos, no derivar demasiado en la teología. Aun así, en la división de su obra se orienta a la religión: la primera parte es la historia judía, la segunda la romano-cristiana. La división moderna en 18 libros sigue la realizada por el experto en Bizancio, el francés Charles du Fresne, señor Du Cange (1610-1688). En los libros 1 al 12 se cuenta la historia desde la creación hasta la tetrarquía romana. Los libros 13 al 18 tratan la historia del Imperio bizantino desde Constantino I el Grande hasta la muerte de Alejo I Comneno en 1118.
Además, Zonaras realizó un comentario de los cánones surgidos de los sínodos locales y ecuménicos de la Iglesia ortodoxa y de los cánones de los padres de la Iglesia. Existen otras dos pequeñas obras sobre el derecho eclesiástico.
A menudo se le atribuye de forma equivocada el Zonarae Lexicon, una enciclopedia que fue recopilada por monjes bizantinos durante el siglo XIII.